# Kirchenkreis Trarbach
Der evangelische Kirchenkreis Trarbach war von 1817 bis 1948 ein Kirchenkreis der Rheinprovinz der Evangelischen Kirche in Preußen und von 1948 bis 1972 ein Kirchenkreis der Evangelischen Kirche im Rheinland. 1972 fusionierte er mit dem Kirchenkreis Simmern zum Kirchenkreis Simmern-Trarbach.

## Geschichte
Die Orte im Trarbacher Kirchenkreis gehörten früher überwiegend zur Hinteren Grafschaft Sponheim, einzelne Orte waren kurtrierisch, vordersponheimisch oder waren Teil des Herzogtums Simmern; zudem gehörten die Orte des ehemaligen Kröver Reiches zum Bereich des Kirchenkreises.
Hintersponheim unterstand seit 1437 Baden und der Pfalz und wurde von der Kanzlei in Birkenfeld aus verwaltet.
Von der Region um Zell abgesehen wurde die lutherische Reformation 1557 durch Friedrich II. von Pfalz-Simmern eingeführt. Durch das Kondominium erfolgte – anders als im benachbarten Vordersponheim und im Herzogtum Simmern – kein späterer Übergang zum reformierten Bekenntnis.
Seit 1672 war in Trarbach ein lutherisches pfälzisches Konsistorium ansässig. Ihm gehörten ein weltlicher Rat, ein geistlicher Inspektor und ein Sekretär an.
Seit 1776 unterstand das Territorium gänzlich Pfalz-Zweibrücken. Damit übernahm das Konsistorium in Zweibrücken die kirchliche Aufsicht; eine Konsistorialkommission stellte den regionalen Bezug her.
Nach der Integration in den französischen Staat entstand am 9. Juni 1806 eine Konsistorialkirche in Trarbach.
Als infolge des Wiener Kongresses die Mittelmosel Teil Preußens wurde, verfügte eine Konsistorialverfügung vom 19. Dezember 1818 die Bildung der Kreisgemeinde Trarbach. Zu ihr gehörten die evangelischen Gemeinden der Landkreise Bernkastel, Trier und Zell. Bereits 1825 erfolgte die Teilung in den Kirchenkreis Trarbach und den Kirchenkreis Wolf. Die Wolfer Kirchengemeinde wechselte 1892 nach Trarbach, da bei Abwesenheit des Pfarrers die Versorgung der Gemeinde aus dem eigenen Kirchenkreis heraus angesichts weiter Wege nur schwer zu gewährleisten war, Wolf sich jedoch nur 4 km von Trarbach entfernt befand. Obwohl für Kleinich Ähnliches galt, blieb dieses im kreiskirchlichen Verbund mit Trier. Mit dem Wolfer Kirchenkreiswechsel erfolgte eine Umbenennung des Kirchenkreises Wolf in Kirchenkreis Trier.

## Evangelische Insel an der Mosel
Die gesamte Moselregion ist konfessionell stark römisch-katholisch geprägt. Der Kirchenkreis Trarbach bildete mit Ausnahme der Ortschaften des ehemaligen Kröver Reiches und der Orte in der Verbandsgemeinde Zell eine von drei „evangelischen Inseln“ an der Mosel; bei der zweiten handelt es sich um die Orte Andel, Burgen, Dusemond, Gornhausen, Mülheim und Veldenz, bei der dritten um den Ort Winningen. Durch die Bildung eines Kirchenkreises an der Mosel selbst – u. a. aufgrund der historischen Bedeutung von Trarbach – wurde die Evangelische Kirche an der Mosel stärker hervorgehoben als ohne solch eine Bildung.

## Gemeinden
- Büchenbeuren (1970 in die Kirchengemeinden Büchenbeuren und Sohren geteilt)
- Enkirch (seit 2016 Enkirch-Starkenburg)
- Hahn (seit 1978 zur Kirchengemeinde Würrich)
- Irmenach (seit 2012 zur Kirchengemeinde Irmenach-Lötzbeuren-Raversbeuren)
- Lötzbeuren (seit 2012 zur Kirchengemeinde Irmenach-Lötzbeuren-Raversbeuren)
- Raversbeuren (seit 2012 zur Kirchengemeinde Irmenach-Lötzbeuren-Raversbeuren)
- Starkenburg (seit 2016 Enkirch-Starkenburg)
- Traben (ab 1996 zu Traben-Trarbach-Wolf, seit 2005 zu Traben-Trarbach)
- Trarbach (ab 1996 zu Traben-Trarbach-Wolf, seit 2005 zu Traben-Trarbach)
- Wolf (bis 1825 und seit 1892; 1996–2004 zu Traben-Trarbach-Wolf)
- Würrich-Belg-Altlay
- Zell-Alf-Bertrich (heute Kirchengemeinde Zell-Bad Bertrich-Blankenrath)

## Superintendenten
- 1818–1828 Friedrich Adolf Bartz
- 1825–1842 Ludwig Christian Burkhard Pfender, Enkirch
- 1842–1850 Heinrich Wilhelm Ludwig Castendyck, Traben
- 1850–1862 Friedrich Karl Franz, Traben, ab 1858 Trarbach
- 1862–1883 Karl Ludwig Otto Bessel, Traben
- 1883–1892 Philipp Ludwig Pfender, Trarbach
- 1898–1913 Friedrich Wilhelm Berenbruch, Wolf
- 1913–1927 Eduard Ludwig Beumelburg, Trarbach
- 1927–1942 Albert Otto Franz Rudolf Eigenbrodt, Enkirch
- 1942–1946 Karl Julius Ludwig Kuhlmann, Traben
- 1946–1956 Werner Storkebaum, Irmenach, ab 1948 Wolf
- 1956–1972 Karl August Heinrich Theodor Kaftan, Traben